# 98 км (зупинний пункт, Львівська залізниця)
98 кіломе́тр — пасажирська зупинна залізнична платформа Рівненської дирекції Львівської залізниці.
Розташована між селами Довгів та Борисковичі Горохівський район, Волинської області на лінії Львів — Ківерці між станціями Стоянів (12 км) та Горохів (4 км).
Станом на грудень 2016 р. на платформі зупиняються приміські поїзди.